# Place au Foin
Ne doit pas être confondu avec Place du Foin.
La place au Foin (russe : Сенная площадь, Sennaïa plochtchad), est une des places centrales de Nijni Novgorod.

## Histoire
En 1828, le marché aux puces de la place Blagovechchenskaïa (de l'Annonciation) a été déplacé vers une place spécialement aménagée, entre les rues aujourd'hui nommées Joukov (Joukovskaïa) et Bolchaïa Petcherskaïa. 
La place au Foin est mentionnée plusieurs fois dans Ma vie d'enfant, récit autobiographique de Maxime Gorki paru en 1914.

## Sources
- (ru) Cet article est partiellement ou en totalité issu de l’article de Wikipédia en russe intitulé « Сенная площадь (Нижний Новгород) » (voir la liste des auteurs).